# Трийодтиронин
Трийодтирони́н (2-амино-3-[4-(4-гидрокси-3-иодфенокси)-3,5-дииодфенил]пропионовая кислота, T3) — биологически активная форма тиреоидных гормонов щитовидной железы. Один из двух основных и наиболее активных (наряду с тироксином) гормонов щитовидной железы.
Синтезируется как метаболит аминокислоты тирозина. Под действием фермента йодид-пероксидазы три иона йода I- в щитовидной железе прикрепляются к остаткам тирозина в высокомолекулярном белке тиреоглобулине.
От 1/5 до 1/3 общего количества тиреоидных гормонов, производимых щитовидной железой, поступает в кровь сразу в форме трийодтиронина. Остальные 2/3—4/5 поступают в кровь в форме биологически малоактивного тироксина, являющегося фактически прогормоном. Но в печени и передней части гипофиза тироксин при помощи металлофермента селен-зависимой монодейодиназы подвергается дейодированию и конвертируется в трийодтиронин. Период полувыведения трийодтиронина составляет примерно 2,5 дня.
Образование трийодтиронина и прогормона тироксина (T4) происходит под действием тиреотропного гормона, который выделяется передней частью гипофиза. Он входит в замкнутый цикл саморегуляции: повышенное содержание трийодтиронина и тироксина в плазме крови приводит к снижению образования тиреотропного гормона в передней части гипофиза. По мере снижения концентраций этих гормонов передняя часть гипофиза увеличивает образование тиреотропного гормона, таким образом отрицательная обратная связь устанавливает содержание тиреоидных гормонов при кровообращении.
T3 является настоящим гормоном. Его действие на ткани примерно в четыре раза сильнее, чем у T4.

## Биологические свойства
Трийодтиронин влияет почти на все физиологические процессы в теле, в т. ч. на рост и развитие, обмен веществ, терморегуляцию и частоту сердечных сокращений.